# EuroVelo 6: Atlantic – Black Sea
Az EuroVelo 6, vagyis az Atlantic – Black Sea (magyarul: Atlanti-óceán - Fekete-tenger, vagy Folyók útvonala) az EuroVelo nemzetközi kerékpárúthálózatának hatodik vonala, amely Nantesből, az Atlanti-óceán partjának közeléből Romániába, a Fekete-tengerhez tart. Egyike annak a három EuroVelo útvonalnak, amely Magyarországon is áthalad. Németországból az útvonal együtt halad a Duna menti kerékpárúttal.

## Útvonala
|  |  |  |

|  |  |  |

|  |  |  |

|  |  |  |

|  |  |  |

|  |  |  |

|  |  |  |

|  |  |  |

|  |  |  |

|  |  |  |

|  |  |  |

|  |  |  |

|  |  |  |

|  |  |  |

|  |  |  |

|  |  |  |

|  |  |  |

|  |  |  |

|  |  |  |

|  |  |  |

|  |  |  |

|  |  |  |

|  |  |  |

|  |  |  |

|  |  |  |

|  |  |  |

|  |  |  |

|  |  |  |

|  |  |  |

|  |  |  |

|  |  |  |

|  |  |  |

|  |  |  |

|  |  |  |

|  |  |  |

|  |  |  |

|  |  |  |

|  |  |  |

|  |  |  |

|  |  |  |

|  |  |  |

|  |  |  |

|  |  |  |

|  |  |  |

|  |  |  |

|  |  |  |

|  |  |  |

|  |  |  |

|  |  |  |

|  |  |  |

|  |  |  |

|  |  |  |

|  |  |  |

|  |  |  |

|  |  |  |

|  |  |  |

|  |  |  |

|  |  |  |

|  |  |  |

|  |  |  |

|  |  |  |

|  |  |  |

|  |  |  |

|  |  |  |

|  |  |  |

|  |  |  |

|  |  |  |

|  |  |  |

|  |  |  |

|  |  |  |

|  |  |  |

|  |  |  |

|  |  |  |

|  |  |  |

|  |  |  |

|  |  |  |

|  |  |  |

|  |  |  |

|  |  |  |

|  |  |  |

|  |  |  |

|  |  |  |

|  |  |  |

|  |  |  |

|  |  |  |

|  |  |  |

|  |  |  |

|  |  |  |

|  |  |  |

|  |  |  |

 Az útvonaldiagram csak a nagyobb városokat tartalmazza. A magyar szakasz a többi országhoz képest részletesebben van ábrázolva. 
Az Atlantic – Black Sea az Atlanti-óceán partjának közeléből, a franciaországi Nantesből indul. Miután elérte Németországban a Dunát, a Duna menti kerékpárúton halad. Ettől függetlenül az útvonal 6 európai folyót érint. A kerékpárút Magyarországot nagyjából középen szeli ketté (a Dunához hasonlóan). Végül Konstancánál, a Duna-deltánál végződik.

## Érintett országok
- Franciaország
- Svájc
- Németország
- Ausztria
- Szlovákia
- Magyarország
- Horvátország
- Szerbia
- Románia
- Bulgária

### Franciaország
A francia szakasz majdnem 1300 km hosszú, mégis a teljes szakasz kivitelezett. A főbb nevezetességek itt a Loire szőlőföldjei, és nevezetesebb kastélyok, települések. Az útvonal Svájc felé folytatódik. A kiindulóponton, Nantesben az EV1, Toursban és Orléansban az EV3 keresztezi ezt az utat.
- Regionális információ az EuroVelo 6 francia szakaszáról

### Svájc
A svájci szakasz végig a svájci-német határ mentén halad. A legfőbb itteni város Basel (EV5). A kerékpárút ebben az országban szintén teljesen készen van, és értelemszerűen Németországba halad tovább.
- Regionális információ az EuroVelo 6 svájci szakaszáról

### Németország
Ulm, Regensburg és Passau a német szakasz legfontosabb települései. Ez a szakasz egyelőre még nincs kivitelezve, de már kivitelezésre vár. Az útvonal Ausztria felé halad tovább.
- Regionális információ az EuroVelo 6 német szakaszáról

### Ausztria

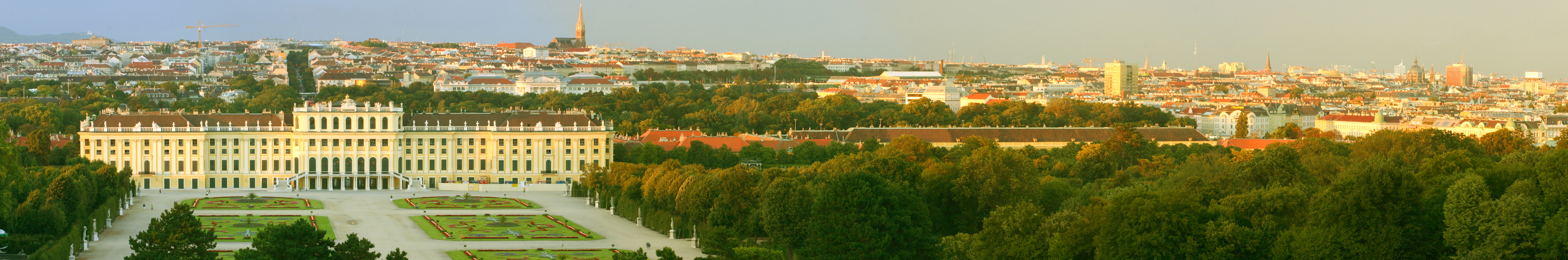
Bécs

Az osztrák szakasz Passauból Linzen keresztül halad Bécs (EV9) felé, majd meg is látogatja az osztrák fővárost. A szakasz teljesen kivitelezett. Ybbs an der Donaunál az EV7 keresztezi ezt az utat.
- Regionális információ az EuroVelo 6 osztrák szakaszáról

### Szlovákia
Bécsből az útvonal meglátogatja Pozsonyt, majd a kerékpáros választhat, hogy Szlovákián keresztül rögtön Budapest környékére érjen be, vagy Magyarországon, a szlovák határ mentén haladjon. Az útvonal ezen része kivitelezett.
- Regionális információ az EuroVelo 6 szlovák szakaszáról

### Magyarország

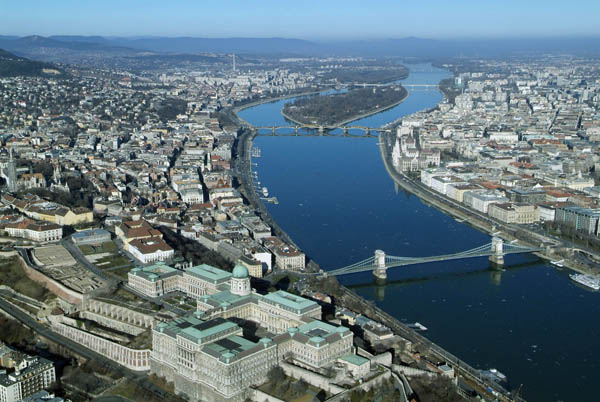
Budapest

Pozsonyból nagyrészt Magyarországon haladva is el lehet jutni Budapestre, majd ezután az útvonal a Dunával szeli át északról délre az országot. A szakasz teljesen kivitelezett. Budapesten és közelében egyébként szintén 2 kisebb útvonal közül választhatnak a kerékpárosok.
- Regionális információ az EuroVelo 6 magyar szakaszáról

### Horvátország
Horvátország területén csak akkor lehet haladni, ha a Magyarország déli határánál feltárulkozó kettő, már kivitelezett útvonallehetőség közül azt választjuk, amely nem csupán Szerbiában, hanem Horvátországban, a horvát-szerb határ mellett halad, majd azután tér vissza Szerbiába.
- Regionális információ az EuroVelo 6 horvát szakaszáról

### Szerbia
Szerbiába akkor is be kell hajtanunk, ha a szakasz egy részét Horvátországban tettük meg észak-déli irányban, mert ezután az út kelet felé fordul, Szerbiában. A teljes szakasz kivitelezett, így Belgrád (EV11) EuroVelo kerékpárúton akár már látogatható.
- Regionális információ az EuroVelo 6 szerb szakaszáról

### Románia

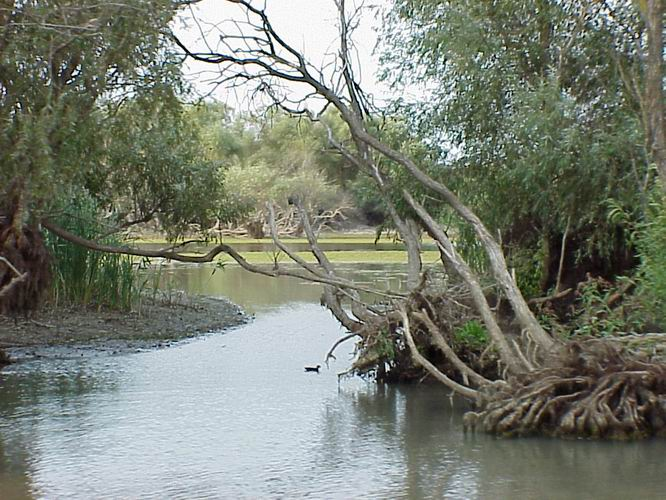
A Duna-delta egyik holtága

Szerbiából Romániába érkezik a Folyók útvonala, és a kerékpárosoknak a többféle útvonalváltozat miatt már nem is muszáj országot változtatniuk, hiszen már kivitelezett útvonalon haladhatnak a célba, Konstancára, a Duna-deltához.
- Regionális információ az EuroVelo 6 román szakaszáról

### Bulgária
Bulgáriába nem muszáj behajtani, mert több útvonalváltozat van, így Szerbia után lehetséges csak Romániában haladni. A bolgár szakaszok kivitelezettek.
- Regionális információ az EuroVelo 6 bolgár szakaszáról

## Hasznos linkek
- Információk az eddig elkészült szakaszokról (az EuroVelo honlapjáról)
- Az útvonal térképe
- Másik térkép az útvonalról